# ديفيد كوفنتري
ديفيد كوفنتري (بالإنجليزية: David Coventry)‏ (2 أكتوبر 1969، ويلينغتون في نيوزيلندا)؛ موسيقي وروائي نيوزيلندي.